# Torre Latinoamericana
Torre Latinoamericana — хмарочос в Мехіко, Мексика. Висота 44-поверхового будинку становить 140 метрів, з урахуванням шпилю 204 метри. Будівництво тривало з 1948 по 1956 роки.